# Silene heterodonta
Silene heterodonta är en nejlikväxtart. Silene heterodonta ingår i släktet glimmar, och familjen nejlikväxter.

## Underarter
Arten delas in i följande underarter:
- S. h. heterodonta
- S. h. platycalyx
- S. h. rosella